# مملكة كندة

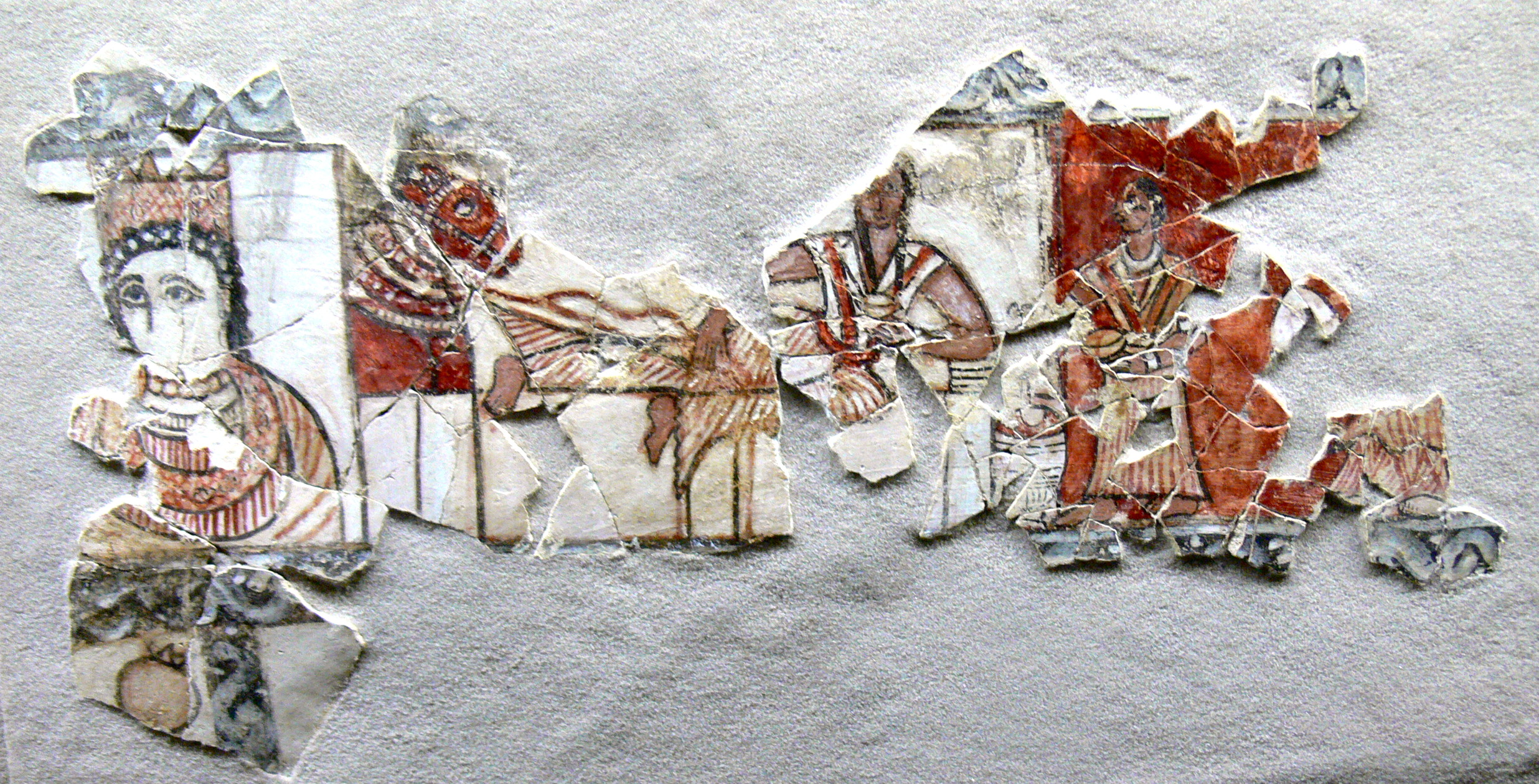
جزء من لوحة جدارية ممزقة تظهر رجلا في أقصى اليسار مقلداً بالتاج في القرن الأول/الثاني بعد الميلاد

مملكة كِندة؛ (خط المسند:𐩫𐩬𐩵𐩩) على الأقل (220.م - 633م ): هي مملكة عربية قديمة قامت في وسط إقليم نجد؛ ملوكها من قبيلة كندة، وانتزعت البحرين من المناذرة في العصر الجاهلي. يعود ذكرها إلى القرن الثالث الميلادي على أقل تقدير، و الأسرة الحاكمة الكندية من سلالة آكل المرار هم ملوك العرب القحطانيون  ولعبوا دورا مفصليا عبر تاريخ العرب القديم، خلافا للممالك العربية الجنوبية القديمة. كان ملوك كندة أقرب إلى المشايخ، ويتمتعون بهيبة شخصية بين القبائل أكثر من كونهم حكومة وسلطة مستقرة، بمعنى أن نظام المملكة قام على اتحاد يجمع قبائل عديدة، في مستعمرات متباعدٍ بعضها عن بعض، تترأسها أسر من كندة.
كانوا وثنيين قبل الإسلام، واكتشف عدد من النصوص المسندية بلغة سماها اللسانيون «شبه سبئية»، في عاصمتهم الأولى بقرية الفاو. وليس من الواضح ما إذا كانوا اعتنقوا اليهودية، إلا أنه من المؤكد أن جزءًا منهم كان في جيش يوسف ذو نواس، وهناك دلائل أن الأقسام التي تواجدت شمال الجزيرة العربية كانوا مسيحيون. نجد والحجاز  ،وسقطت مملكتهم قبل الإسلام بأكثر من قرن، وتفككت لعدة إمارات، كان آخرها دومة الجندل، وأميرها أكيدر بن عبد الملك.

## التسمية
كِندة اسم من الأسماء الغامضة المعنى، وللإخباريين عدة روايات بشأنه؛ أشهرها أنهم سُمُّوا بذلك لأن جَدهم الأكبر ثورًا «كنَّد نعمة أبيه»؛ أي كفر بها. ولم يوضح الإخباريون ماهية هذه النعمة التي كفر بها ثور هذا ليطلق الاسم على سلالته، خاصة أن نصوص المسند التي ذكرت «آل ثور» كانت تتحدث عن قسم منهم وهم الملوك في قرية الفاو، وليس القبيلة كلها. وقيل إن كِندة تعني أعلى قطعة في الجبل، ويؤيد ذلك وصف بلينيوس الأكبر بأنهم كانوا يسكنون في عين الجبل. في كل الأحوال؛ لا يمكن التأكد بصورة قطعية، لأن الاسم قديم، ولم تُكتشف مصادر أصلية بخط المسند توضح معناه.

## التاريخ

### كِندة في الحجاز
يعتقد بعض الباحثين (أستناداً لمؤلفات بطليموس ونقش ملك أكسوم) إن قبيلة كِندة كانت تسكن الحجاز في القرن الأول والثاني الميلادي ضمن تحالف مع قبيلة كلب، أطلق على هذا التحالف (Kinaidokolpitai)، وبسبب قطعها لطرق التجارة في شمال غرب الجزيرة العربية وعلى ضفاف البحر الأحمر، أجبرها تحالف حبشي رومي على ترك ديارها والتوجه لقرية الفاو في القرن الثالث الميلادي.
مملكة كِندة في قرية الفاو (العاصمة)

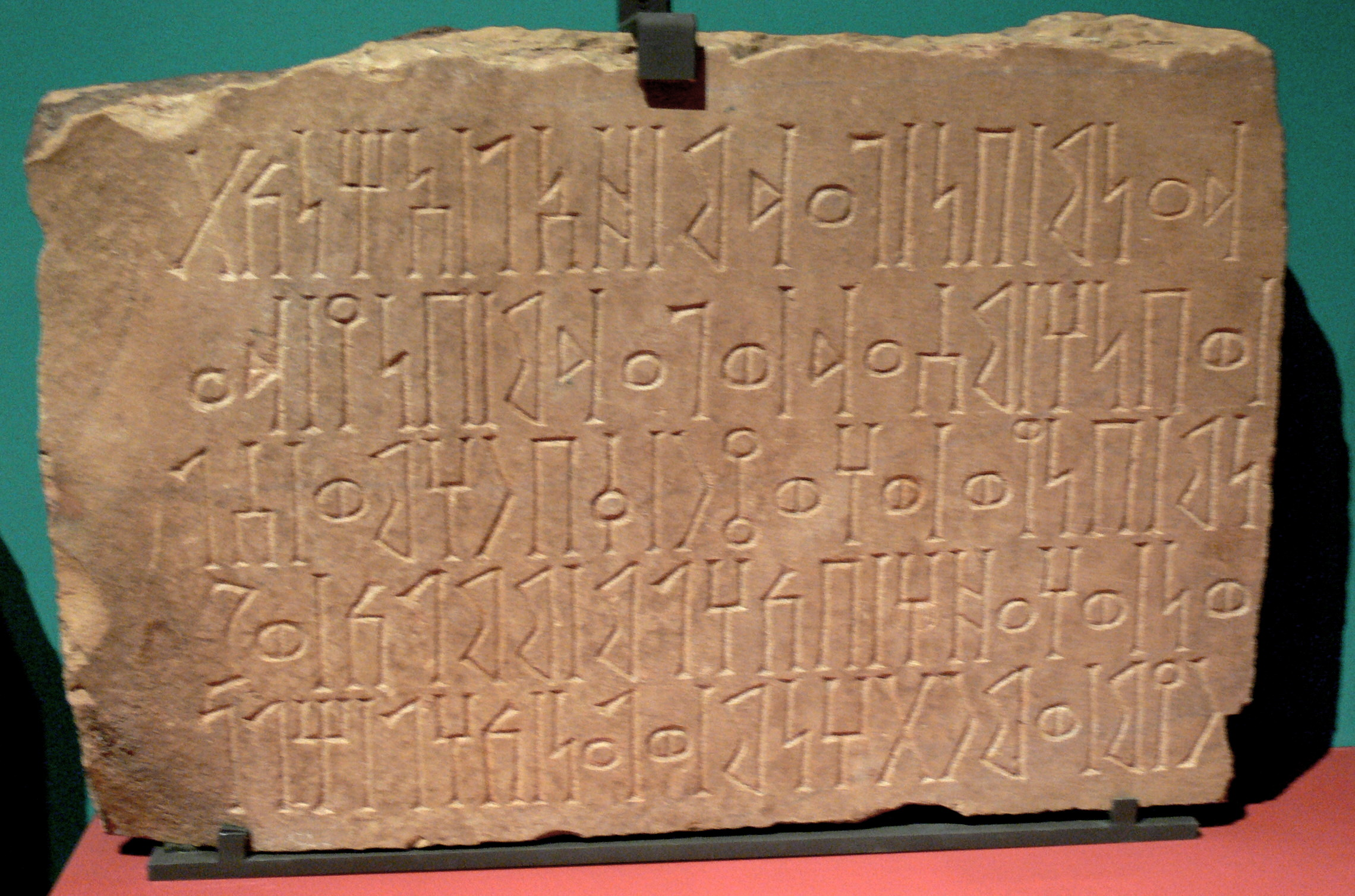
كتابة باللغة السبئية بخط المسند عُثر عليها في قرية الفاو

معرفة الباحثين ضئيلة عن قرية كاهل أو قرية الفاو، وحسب التنقيبات الأثرية؛ فإن تاريخ تأسيس القرية يعود إلى القرن الرابع ق.م. عرفت القرية باسم ''كاهل'' الذي كان أكبر آلهة كندة ومذحج، وعثر على أقدم نص مشير إليهم في مأرب في كتابة دونها ملك مملكة سبأ شاعر أوتر بالقرن الثالث الميلادي، يشير فيها إلى معاركه لإخماد عدد من حركات التمرد؛ شملت إحداها مكانًا أسماه «قرية ذات كاهل» وملكها ربيعة آل ثور. عثر على عدة نصوص من سكان القرية أنفسهم؛ منها نقش على قبر ملك يدعى معاوية بن ربيعة، وآخر لشخص يدعى عجل بن هفعم تخليدا لأخيه ربيبئيل. ولهذه النقوش أهمية لغوية للوقوف على مراحل تطور اللغة العربية؛ فهي إلى جانب نقش النمارة في جبل الدروز، تحوي خصائص لغوية مثيرة لاهتمام اللغويين والمهتمين بتاريخ هذه اللغة.
أقام آل ثور هؤلاء مملكة مدينة في قرية الفاو؛ كانت جزءا من سياسة توسع سبئية لحماية القوافل الخارجة من اليمن نحو العراق وفارس. وتشير نصوص المسند إلى كندة ومذحج بعبارة «أعراب سبأ»، وغالبا ما تذكر القبيلتان معًا. كان البدو السبئيون يعيشون في منازل ثابتة ولم يتنقلوا من منطقة لأخرى بحثًا عن الكلأ، والغالب أن صفة البداوة التصقت بهم بسبب مواقعهم الجافة والصحراوية وليس بسبب تبني نمط الحياة المعروف عن البدو في مناطق أخرى من شبه الجزيرة العربية، في المقابل؛ يقترح أليوت سبرنجر أن كندة وريثة مملكة معين. يقول سبرنجر إنهم أقاموا مستوطناتٍ متباعدًا بعضُها عن بعض، وكانوا يخضعون القبائل المجاورة في كل مستوطنة يقيمونها. سمات حكمهم وأماكن استيطانهم هي الأساس الذي بنى عليه سبرنجر فرضية وراثتهم لمملكة معين.
جل معارف الباحثين عن كِندة نابع من كتب التراث العربية، ولعل مزيدًا من التنقيبات الجدية سيساعد في فهم دورهم التاريخي بشكل أكثر وضوحا؛ إذ تعرض تاريخهم لتحزبات وميول الإخباريين كابن السائب الكلبي مثلًا؛ فقد أقحم قبيلته «بنو كلب» كثيرًا، وأظهرهم بمظهر صاحب الفضل في اتساع ملك كندة، وهو حال جل كتابات الإخباريين بعد الإسلام. الملاحظ أن كتابات الإخباريين لم تتطرق لتفاصيل كثيرة عن تاريخ كندة، وأكثر ملوكهم تفصيلا هو الملك حجر بن عمرو الكندي، المعروف بـ«آكل المرار»؛ أي إن أقصى ماوصلت إليه ذاكرة الإخباريين لم تتجاوز القرن السادس الميلادي، وبعضهم ذكر عددًا من الملوك قبله دون تفاصيل كثيرة. الاكتشافات الحديثة أظهرت أنهم أقدم من ذلك، إلا أن ما يمكن استخلاصه عنهم من كتابات أهل الأخبار هو أن حكمهم كان متقطعًا، يعتمد على مدى قسوة ملوك كندة؛ فعادة قبائل البادية التمرد مع أول بادرة ضعف، ليطلبوا الدعم من الممالك المجاورة، ولم يكونوا يجدون حرجًا في ذلك.

### التحالف مع مملكة حمير

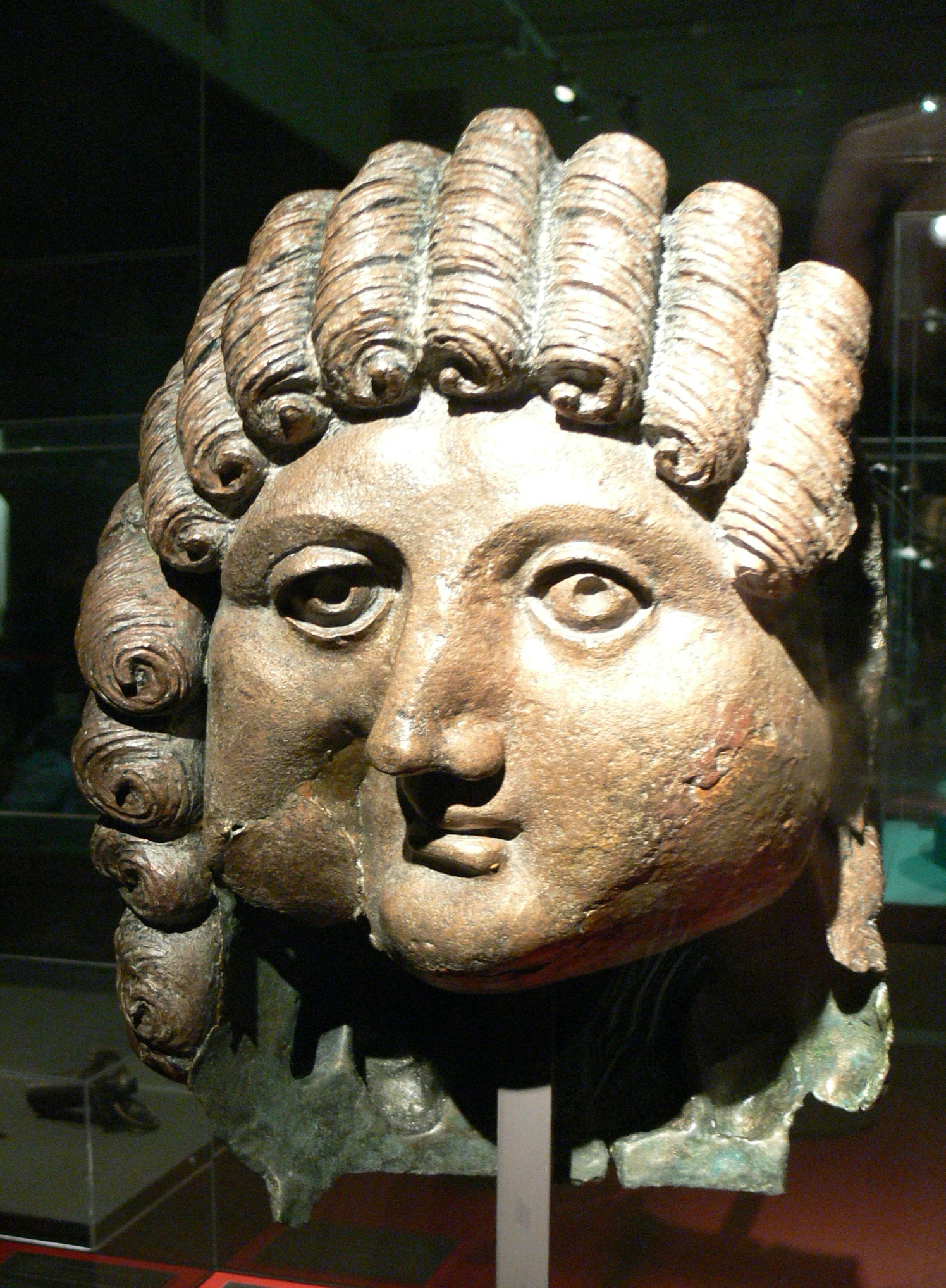
رأس من البرونز عثر عليه في خرائب الفاو يعود للقرن الأول ق.م

في أواخر القرن الثاني ق.م؛ استعرت الفوضى السياسية في مملكة سبأ، وظهرت حركات تمرد واسعة في أرجاء المملكة، وتقلص نفوذها كثيرًا حتى اقتصر على مأرب وصنعاء. ظهر الملك شاعر أوتر، وهو زعيم قبيلة حاشد في تلك الأيام، وشن حملات واسعة لإخماد حركات التمرد في حضرموت وظفار وتهامة ونجران.
فور انتهائه من نجران، توجه قائد قواته المدعو «أبو كرب أحرس» نحو قرية الفاو لقتال ملك كندة ربيعة آل ثور، ويذكر النص السبئي أن مملكة سبأ غنمت أموالا وخيولًا كثيرة. لم يذكر النص مصير ربيعة آل ثور، ولكن اكتشف نص في مأرب دونه ربيعة هذا ورد فيه شكره للإله إيل مقه أن أعانه في حروبه ومعاركه، وتضمن دعاؤه سؤالًا بحماية ملك سبأ. كان نصا مقتضبا للغاية ولم يذكر فيه أي تفاصيل.
شنت كندة هجومًا على إيلي شرح يحضب زعيم بكيل في تلك الفترة، ولم يوفقوا في هجومهم الذي كان بقرب منطقة تدعى ظلمة في محافظة إب حاليًا. واكتشف نص «لإيلي شرح» هذا يشكر فيه الآلهة إيل مقه وتألب ريام على توفيقه في صد هجوم ملك كندي اسمه امرؤ القيس بن عوف، وذلك في النصف الثاني من القرن الأول ق.م.
تحالف الكنديون مع إحدى المجموعات المتمردة على سبأ، وكان هؤلاء هم الحميريين. خلال هذه الفترة، تظهر الآثار المكتشفة أن الكنديين استبدلوا الجمال بالخيول في معاركهم، وأكثروا من غزو صنعاء. في العام 275، شن الحميريون غارتهم القاضية على سبأ، واستطاع شمر يهرعش أن يسقط المملكة السبئية نهائيا، ولكن بقيت مملكة حضرموت.
في البداية؛ قاد شمر حملة بنفسه ضد ملك حضرموت المدعو «رب شمس»، وانتهت المعركة بالاستيلاء على شبوة. لم يكد ينتهي من حضرموت حتى وصلته أخبار عن تمرد في صعدة، من قبل من أسماهم الملك الحِميَريُّ «دودان» خولان. انشغل شمَّر بخولان وسنحان ومن ثم بيشة، واستغل الحضارم انشغاله بالتمردات ليطردوا الحامية الحميرية من شبوة.
عثر على كتابتين تحكيان معارك سقوط حضرموت بيد الحميريين؛ المعركة الأولى كانت بقيادة حِميَريٍّ يدعى «سعد يتلف ذي جدن»، الذي قاد جمعًا من أعراب كندة ومذحج لإخماد التمرد. والمعركة الأخرى كانت بقيادة كندي اسمه ربيعة بن وائل، الذي قاد ثلاثة آلاف وخمسمائة راكب على الجمال، بالإضافة إلى مائة وخمسة وعشرين فارسًا، فقتل خمسين وثمانيمائة من المتمردين، وغنم ثلاثين فرسا ومائتين وألف بعير، وفق الرقم المسجل في النص. ولم يرد عن تمرد على حمير بعدها.

### المعارك مع المناذرة

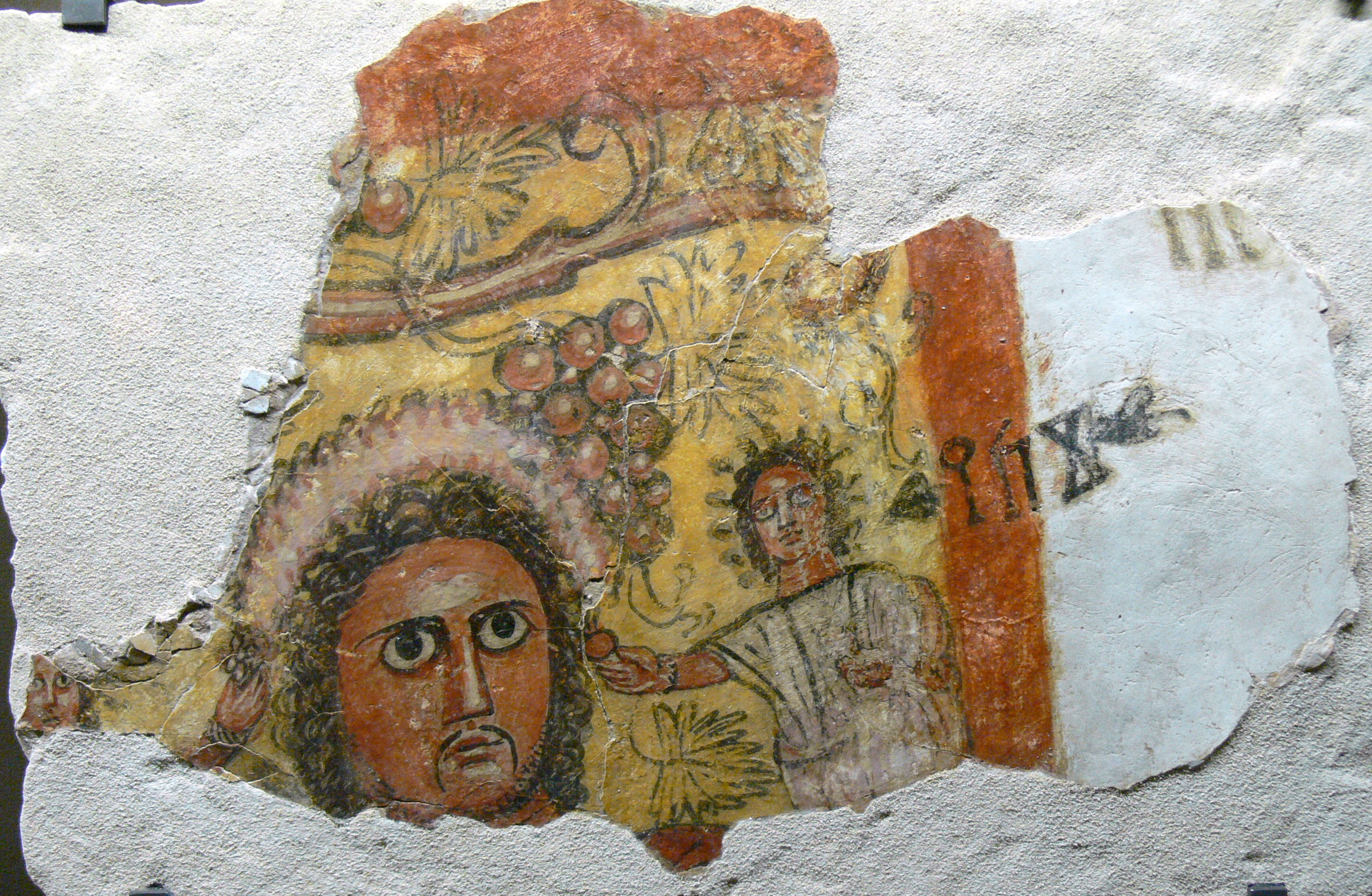
لوحة جدارية تظهر رجلاً محاطاً بفتاتين بعناقيد من عنب في قرية الفاو والرجل في الصورة يدعى «زكي» تعود للقرن الأول/الثاني للميلاد وليس من الواضح ماهو مركز «زكي» على وجه الدقة

في مرحلة ما من القرن الميلادي الرابع، ولكنها بلا شك بعد العام 328، غزا المناذرة بقيادة امرئ القيس بن عمرو نجدًا قادمين من بادية العراق، وذكر امرؤ القيس في جملة القبائل التي أخضعها بني أسد ونزار ومعد ومذحج حتى وصل إلى نجران التي أسماها مدينة شمر، ويُعتقد أن المقصود هو شمر يهرعش. يتضح من نقش النمارة أنه انتصر على مذحج، وبالفعل فقد ورد نص حميري يشير إلى توجيه شمّر يهرعش لقوات من كندة ومذحج لغزو القطيف التي وصفها «بأرض الفرس»، والإحساء وبني أسد، واستطاعوا هزيمة المناذرة وردهم لأطراف العراق.
اكتشف نص آخر يعود للعام 428 ويشير إلى كندة وصدهم للمناذرة كذلك في موقع يقال له مأسل الجمح في الدوادمي. يحكي النص أن الملك الحِميَري أسعد الكامل، شن حملة على ذلك الموقع ومعه أقيال ومقتوى من حضرموت ومأرب وكندة، وذكر جمعًا أسماهم صغار الناس من قبيلتين اسمهما سود وعلة. انتهت المعركة باستسلام المناذرة، وعلى هذه النتيجة انتهى النقش؛ فلم يذكر أن أسعد الكامل أكمل مسيره نحو العراق، غير أن الطبري ذكر أنه استولى على الحيرة.

### سقوط حمير
في عام 518، دون يوسف اسأر، المعروف ب«ذو نواس الحميري»، كتابة يؤرخ فيها لحملات شنها على ظفار يريم والمخا، وذُكرت كندة إلى جانب مذحج من ضمن الأعراب الذين قاتلوا المسيحيين في نجران، وقتلوا 11,000 مسيحي، حسب الرقم الذي سجله ذو نواس. في العام 535، ورد نص يشير إلى رجلين من كندة اسمهما بشر بن حصن وأبو الجبر بن عمرو، شنا حملة على مكان اسمه تربة، قرب الطائف، ودونت كتابة أخرى بخط المسند تذكر عدد القتلى والغنائم والأطفال الذين أخذوا مقابل الولاء.
واكتشف نص يعود للعام 542 يتحدث عن شخص يدعى يزيد بن كبشة الكندي، قاتل أبرهة ومعه جمع من بكيل ومراد، إلى جانب قبائل لم يعد لها ذكر اليوم، وورد في ذات النص أن أبرهة تصدى لسيد كندة، وتوصل لهدنة عقب وصول أخبار عن تصدع؛ هو الثالث وقبل الأخير، أصاب سد مأرب. معظم هذه النقوش مدوّنة من حميريين، ولم يكن كاتبوها من ملوك كندة.

### العلاقات مع البيزنطيين (القرن السادس).
كانت هذه الفترة آخر سنين مملكة الكنديين، حتى إن البيزنطيين ذكروا أن الغساسنة ورثوا جزءًا من هيمنتهم على القبائل العربية، ويظهر أن علاقة كندة بالغساسنة قد توثقت بشكل إيجابي خلال هذه الحقبة، وقد ورد اسم كندة في كتابة بيزنطية متأخرة، أيام الإمبراطور جستنيان الأول، تشير إليهم وإلى معد، وأن عليهم ملكًا يدعى «كايسوس» (قيس). وقد اختلف حول هوية قيس هذا؛ فرجح بعض المستشرقين أنه هو الشاعر الجاهلي المعروف امرؤ القيس، ولكن هذا القول غير مستند إلى دليل، ولكن المؤكد أنه كان إما من أبناء أو أقارب الحارث بن عمرو الكندي، أو «آريثاس» (يونانية: Αρέθας)، كما ذكره البيزنطيون، والحارث هذا كان الجد الأول للشاعر الجاهلي.
كان قيس مقربًا من البيزنطيين، ووصل إلى مرتبة عالية هي مرتبة (لاتينية:Vir gloriosus)، (وباليونانية:ἐνδοξότατος إندوكشاتتوس)، وهي أعلى طبقة أرستقراطية في مجلس الشيوخ الروماني، وتعني «الرجل المجيد». وقد قسمت أجزاء من فلسطين بين كندة وغسان، وبحسب المصادر البيزنطية؛ فإن انتقال قيس لفلسطين جعله يعين أخويه ملكين على ما سمي «بالعربية الصحراوية»، هما يزيد وعمرو، وذلك قرابة العام 536 ميلادية، غير أن هذين قد أقدما على غزو ولاية سورية الرومانية بقوة مكونة من ألف وخمسمئة مقاتل، وقد تم التوصل لاتفاق بين زعيمي كندة ودوق الولاية يسمح لهما بالاستفادة من مياه الفرات، ولا يبدو أن غزوتهما تلك قد أثرت على علاقة قيس ببيزنطة.
على الرغم من أن هؤلاء العرب كانوا يسمون أنفسهم ملوكًا في ذلك الوقت، كان البيزنطيون يسمونهم «فيلرخوش» (يونانية: φύλαρχος) وتعني شيخًا أو عامل منطقة، بدليل أن الإمبراطور جستنيان الأول أرسل مبعوثًا إلى شميفع أشوع، حاكم اليمن المسيحي وقتها، يطلب منه تعيين قيس المذكور آنفًا ملكًا على قبائل معد.
كان الحارث بن عمرو الكندي حليفًا لبيزنطة من عام 502 حتى سنة 528 واستطاع أن ينتزع الحيرة من ملوكها الأصليين. وتزوج المنذر بن امرئ القيس من هند ابنة الحارث، وهي والدة عمرو بن المنذر المعروف في كتب التراث العربية باسم عمرو بن هند، ويلقب ب''مُضَرِّط الحجارة''، وهند بنت الحارث هذه هي صاحبة دير هند الكبرى، وتركت الملكة نقشا رجح التوجه الذي ذهب إليه عدد كبير من الكتاب المسيحيين الشاميين أن بني كندة، أو على الأقل ذلك القسم الذي كان موجودًا في شمال شبه الجزيرة العربية، كانوا مسيحيين. وقد دون النقش بعربية صريحة شابها شيء من اللغة السريانية، ولكن فيها ما يؤيد كتابات أهل الأخبار أن رجال كندة كانوا من نقل الخط النبطي المتأخر إلى مكة؛ جاء في النص ما يلي:
| مملكة كندة                                                           | بنت هذه البيعة هند بنت الحارث بن عمرو بن حجر الملكة بنت الأملاك وأم الملك عمرو بن المنذر أمة المسيح وأم عبده وبنت عبيده في ملك ملك الأملاك خسرو أنوشروان في زمن مار أفراييم الأسقف فالإله الذي بنيت له هذا الدير يغفر خطيئتها ويترحم عليها وعلى ولدها ويقبل بها ويقومها على إقامة الحق ويكون معها ومع ولدها الدهر الداهر | مملكة كندة |
| — نقش هند بنت الحارث بن عمرو بن حجر الكندي في دير هند الكبرى بالحيرة | |            |

انتهز المنذر بن امرؤ القيس تردي العلاقة بين والد زوجته والبيزنطيين ليقتله غدرًا، ويوصل رسالة إلى القبائل العربية أن المناذرة قد استعادوا ملك الحيرة، وقد خشي البيزنطة أن يعتبر العرب ذلك نصرا فارسيًّا عليهم، على الرغم أن الكندي قطع علاقاته بهم نفس العام الذي اُغتيل فيه، ويُعتقد أن الفرس تخلوا عن المناذرة وركزوا على علاقتهم بالحارث، مما دفع المناذرة لاغتياله.
ذكر المؤرخ البيزنطي يوانس مالالاس (يونانية:Ιωάννης Μαλάλας) أن الإمبراطور جستنيان أرسل قوة من فلسطين وفينيقيا لقتال «سراسين الفرس» - يقصد المناذرة - انتقامًا لمقتل الحارث بن عمرو الكندي وذلك شتاء 528 ميلادية، وكان الغساسنة من ضمن القوة؛ إذ ذكر مشاركة شيخ عربي يدعى «جفونس» - يقصد جفنة وهو اسم غساني مشهور - ولكن الجيش وقادته كانوا بيزنطيين، وكان الهدف من ذلك إيصال رسالة إلى العرب أن بيزنطة لن تتساهل في اغتيال حلفائها، فرد الفرس بتحريض المناذرة على غزو ونهب أنطاكية. الملاحظ في الكتابات الكلاسيكية هو عدم ذكرهم لقرية الفاو، وكذا حال الكتابات الإسلامية، وهي دلالة على أن القرية كانت قد هُجرت وتحولت إلى أطلال، قبل القرن السادس الميلادي بزمن.

### السقوط
نشبت الخلافات بين أبناء حجر بن الحارث، والد الشاعر امرؤ القيس الذي قُتل مسمومًا، وهناك تكهنات أن الغساسنة كانوا وراء ذلك بسبب خوفهم أن «حندج» -اسم الشاعر الحقيقي في بعض الروايات- بلغ مبلغًا كبيرًا عند الإمبراطور على حسابهم، وبقي جزء من كندة لا ينتمي إلى البيت الملكي القديم، كان أشهرهم أكيدر بن عبد الملك صاحب دومة الجندل. كان الغزو الفارسي لبيزنطة عام 620 مكلفًا فلم تتعافَ الإمبراطورية البيزنطية منه سريعًا، حتى بعد استعادتها للشام من الفرس الذين سيطروا عليها عقب الحرب الساسانية-البيزنطية 602-628، ودخل الفرس بدورهم حربًا أهلية، ولم تكد تتعافى القوتان حتى ظهرت قوة جديدة لم يخطر ببال أيٍّ منهم أنها قد تشكل تهديدًا لهم.
أما العرب المرتبطون بهم فمنهم من قاتل لأجل دينه؛ مثل أكيدر بن عبد الملك الكندي وربيعة بن الجودي الغساني ومن معهم من بني كلب في معركة دومة الجندل، وكانت تلك المعركة نهاية ممالك كندة وغسان ولخم. وبلا شك فإن كندة أطولهم عمرًا، وأقدمهم وأكبرهم مساحة؛ فمنذ القرن الرابع الميلادي على الأقل إلى نهايات القرن السادس وكندة مسيطرة على نجد وأجزاء من الحجاز والمواضع الشرقية الجنوبية من شبه الجزيرة العربية، وجاء في دائرة المعارف الإسلامية أن كندة بعد الإسلام لم تتغير طباعها، وبقوا يلعبون دورًا مؤثرا وبارزا عبر التاريخ الإسلامي، بشكل جلي وواضح.

## حدودها
يقول ياقوت الحموي في وصف حدود و إتساع مملكة كندة في بلاد نجد العربية ما نصه:

## دورها و تأثيرها
مملكة كندة في نجد كان لها دور مهم في التجارة بين حضارات و دول العالم القديم حيث أنها كانت تضطلع بمهمة حماية طريق البخور التجاري القديم في أواسط شبه جزيرة العرب من هجمات قبائل عرب الشمال الإسماعيليين (البدو) حيث أن طريق البخور كان شريان اقتصادي مهم تمر عبره القوافل التجارية القادمة من الممالك بجنوب شبه جزيرة العرب إلى مراكز الإمبراطورية الساسانية في فارس و الحيرة و الإمبراطورية الرومانية في الهلال الخصيب و مصر 

## قبائل كندة
من الناحية التاريخية، تنقسم كندة إلى قسمين رئيسين؛ هم: بنو معاوية الأكرمين وفيهم بيت الملك، وبنو أشرس وينقسمون إلى قسمين وهم السكون والسكاسك. نصوص المسند لم تشر إلى أيٍّ منهم بهذه الأسماء، ووصفت الملوك منهم بآل ثور. النصوص المتوفرة حاليًا لا تكفي لتكوين صورة متكاملة عن أسر كندة؛ فكتابات الإخباريين هي المصدر الوحيد لمعرفة أقسامها وقبائلها بكثير من التفصيل. قبل الإسلام؛ كان جزء من كندة قد دخل في حلف تنوخ، وعقب الفتوحات الإسلامية انصهر كثير من كندة مع الشعوب في الأمصار، خصوصًا في بلاد الشام وشمال أفريقيا، وفي العصر الحديث يتواجدون في اليمن والمملكة العربية السعودية والإمارات العربية المتحدة وسلطنة عمان والعراق وعربستان.

## العمارة والفن

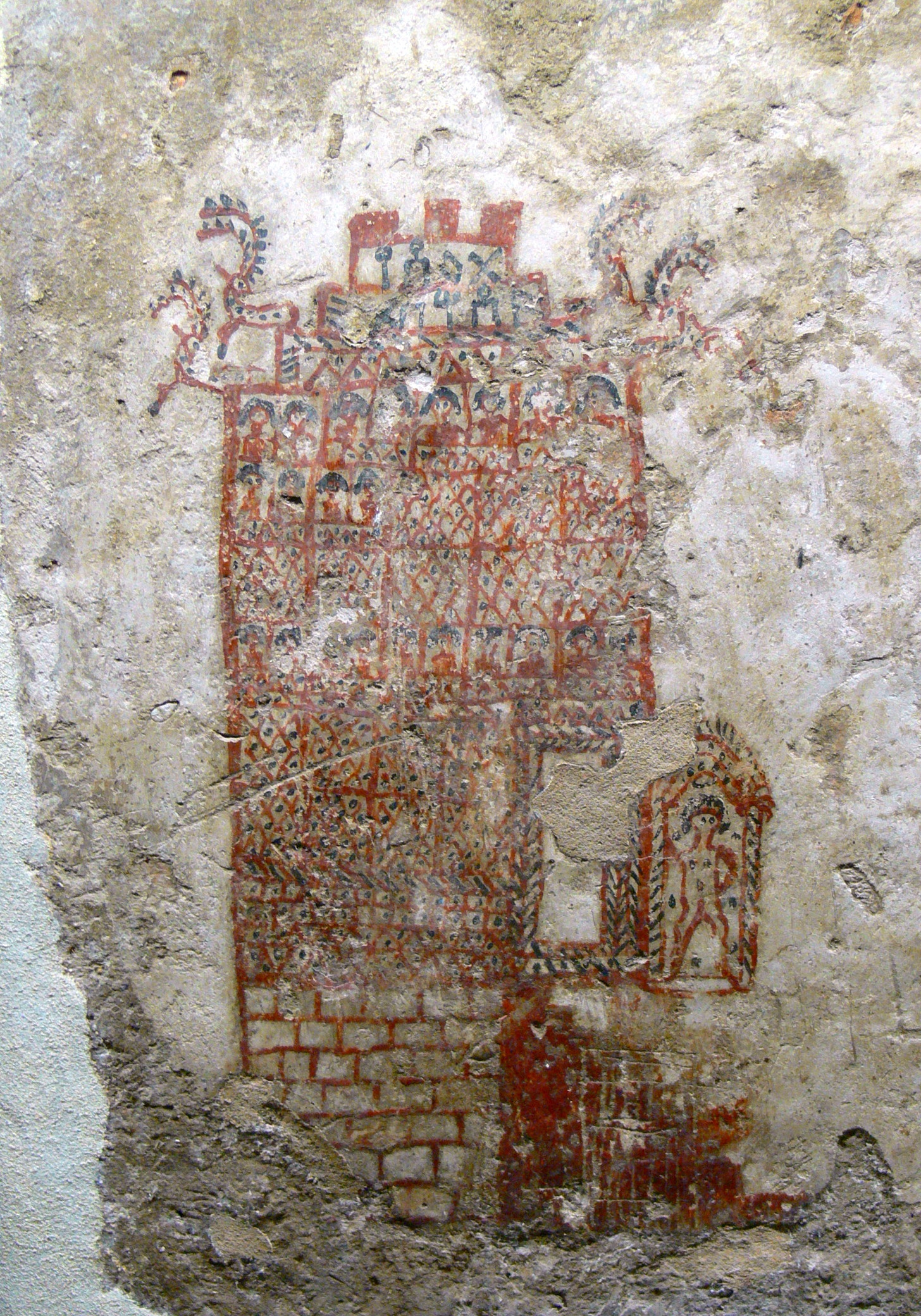
لوحة جدارية لمبنى اكتشفت في منطقة الفاو في نجد وسط شبه الجزيرة العربية

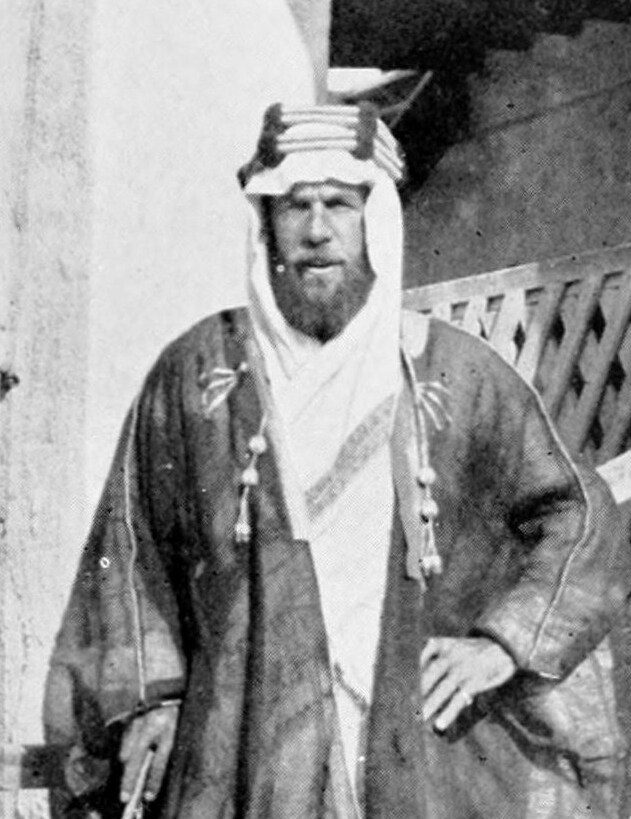
الإنجليزي هاري سانت جون فيلبي مرتديا عقال مقصب حجازي و زي عربي نجدي تقليدي

الحديث عن العمارة والفن يعني الحديث عن قرية الفاو؛ فلا يُعرف شيء عن مناطق استقرارهم الأخرى، مثل غمر ذي كندة. أول من قام بزيارة القرية كان مستشار الملك عبدالعزيز المستشرق الإنجليزي جون فيلبي، والذي سمع من بدوي في السليل عن خرائب وأطلال في الفاو عام 1918، ولم يتسن لفيلبي زيارتها إلى عام 1948؛ حيث قام ومجموعة من الأمريكيين العاملين بشركة أرامكو بزيارة الموقع، ودونوا ماوجدوه ونشروه في مجلات علمية باللغة الفرنسية. وفي عام 1952 عاد فيلبي من جديد ليكمل مابدأه؛ فقام بنسخ النقوش ودراستها، وذكر في تعليقاته أن وسط الجزيرة العربية كان آخر مكان توقع أن يجد فيه ماوصف بالتقاليد البنائية، ملمحين لوجود أطلال لمنازل ثابتة في منطقة عُرف عن قاطنيها سَكْن (سُكَّان) بيوت الشعر البدوية.
الطراز المعماري والثقافة بشكل عام كانا متأثرين كثيرا بممالك اليمن القديم؛ فغالب البيوت كان مكونًا من طابقين، ووجدت رسومات جدارية تشير لأشكالها. أما سوق المدينة فكان مسورًا، ويصل عدد الطوابق المحيطة به إلى سبعة طوابق، وكان قصر الملك يقع بجانب معبد القرية. لم يتمكن جون فيلبي من الاستمرار في استكشافاته بسبب تردي علاقته بالأسرة السعودية الحاكمة بعد وفاة الملك عبد العزيز.
الفنون المكتشفة تظهر تأثرا هيلينسيا واضحًا؛ قد تكون من صنع سكان القرية، أو بضائع اشتراها التجار، والدليل على ذلك أن كثيرًا من التماثيل يظهر رموزًا ميثولوجية يونانية، ولم يرد نص بالمسند يشير إلى آلهة اليونان مع وجود أصنامهم، وهو مايرجح أنها وجدت طريقها عبر التجار لا أكثر، ولم تعنِ شيئا معنويًّا بالنسبة لسكان القرية. النص السبئيّ الذي دونه الملك السبئي شاعر أوتر عن القرية، ألمح إلى وجود يوناني فيها، ووجدت معظم هذه التماثيل في مقر المعبد، وهو ما يعطي فكرة أن ملوك كندة لم يجدوا حرجًا في تعبد التجار الأجانب أو حتى العبيد، لآلهة أخرى.

## ملوك مملكة كندة

ملوك كندة

قائمة بالملوك الذين ذكروا بشكل صريح كملوك لمملكة كِندة وبسنوات حكمهم، إستناداً للنقوش والمخطوطات المكتوبة بخط المسند الجنوبي في قرية الفاو ونجران واليمن، واستنادا أيضا للمصادر العربية.
| الملك                  | فترة الحكم  | اللقب           | المصدر التأريخي         |
| ---------------------- | ----------- | --------------- | ----------------------- |
| ربيعة بن معاوية آل ثور | 220 م       | ملك كندة وقحطان | نقش DAI Barʾān 2000-1   |
| مالك بن بدى أو بد      | 230 - 240 م | ملك كندةومذحج   | نقش CIAS 39.11/o 2 n° 8 |
| مالك بن معاوية         | 287 - 312 م | ملك كندة ومذحج  | نقش MB 2006 I-54        |
| حجر بن عمرو            | القرن 5 م   | ملك كندة        | نقش Ph-Ry-Li            |
| عمرو بن حجر            | القرن 5 م   | -               | المصادر العربية         |
| الحارث بن عمرو         | القرن 6 م   | -               | المصادر العربية         |
| امرؤ القيس بن حجر      | القرن 6 م   | -               | المصادر العربية         |